# Institut nordique du Québec
L’Institut nordique du Québec (INQ) est un regroupement pour la promotion de la recherche nordique et arctique au Québec et au Canada avec un objectif de développement durable.

## Description
L’INQ a été fondé en 2014. L’Université Laval, l’Université McGill et l’INRS sont les institutions fondatrices, mais le centre fédère les chercheurs de quinze universités avec la collaboration de divers intervenants des secteurs public et privé. Les Inuits du Nunavik, les Cris de Eeyou Istchee Baie-James, les Innus du Québec et les Naskapis de Kawawachikamach comptent aussi comme nations autochtones fondatrices.
Plus précisément, l’INQ a pour objectifs de favoriser la synergie, la collaboration et la recherche en nordicité au Québec, un peu sur le modèle d’ArcticNet, mais en focalisant sur la réalité québécoise, ce qui comprend les régions subarctiques en plus de l’arctique. Ces activités ne se limitent pas aux savoirs scientifiques des chercheurs, mais intègrent les communautés locales, notamment autochtones, avec leurs savoirs traditionnels. Les échanges et la collaboration ne se limitent pas au seul territoire a priori concerné, mais sont aussi en relation avec les recherches, les activités et les chercheurs à l’international. Aucune discipline n’est a priori écartée dans la mesure où elles servent à l’approfondissement de la connaissance de la nordicité.
Le siège social est à l’Université Laval et la construction d’un pavillon, prévu en 2021 mais repoussé à cause de la pandémie,, sera sur son campus à proximité du pavillon Ferdinand-Vandry.